# Klaas-Jan Huntelaar
Klaas-Jan Huntelaar (Voor-Drempt, 1983.augusztus 12. –) holland labdarúgó. Korábban a PSV, a De Graafschap, az AGOVV Apeldoorn a Heerenveen, az AFC Ajax, a Real Madrid CF, az AC Milan és a Schalke 04 együtteseiben szerepelt.
2006-ban ő lett az év holland labdarúgója, valamint az Ajaxnál is az év játékosának választották. 2006-ban tagja volt a U21-es labdarúgó-Európa-bajnokságon aranyérmes holland válogatottnak, ahol a torna végén a gólkirályi címet is megszerezte, emellett beválasztották az Európa-bajnokság álomcsapatába is. Huntelaar az U21-es nemzeti válogatott gólrekordere 22 mérkőzésen szerzett 18 találatával.
Az Ajax színeiben kétszeres holland gólkirály: a 2005–2006-os szezonban 31 mérkőzésen 33 gólt, a 2007–2008-as szezonban 34 mérkőzésen 33 gólt szerzett.
A média és a szurkolók a vezetéknevéből kialakított „Hunter” becenevet adták neki, utalva ezzel gólérzékenységére.

## Pályafutása

### Junior évei
Huntelaar egy kis faluban, Voor-Dremptben született, azonban a család már a fiú hat hetes korában Hummelóba költözött. Két idősebb testvére van, Niek és Jelle, szülei Dirk-Jan és Maud Huntelaar. Két bátyjához hasonlóan, az ötéves Klaas-Jan is a helyi csapatban kezdett el játszani. Tizenegy éves korában figyeltek fel rá a De Graafschap megfigyelői, majd szüleivel megkötötték élete első szerződését. A De Graafschapnál töltött első két évében játszott balhátvédet, balszélsőt, támadó középpályást, sőt alkalmanként kapust is – csak a harmadik szezonjában kezdték el csatárként szerepeltetni. Az 1997–98-as szezonban Huntelaar volt a C csapat első számú csatára, aki élt a bizalommal és 20 mérkőzésen 33 gólt szerzett. A következő szezonban már a B csapatban játszott, és 31 góljával gólkirályi címet szerzett. A gólerős ifjú tehetség felkeltette a PSV érdeklődését, és 2000 júniusában leigazolták.

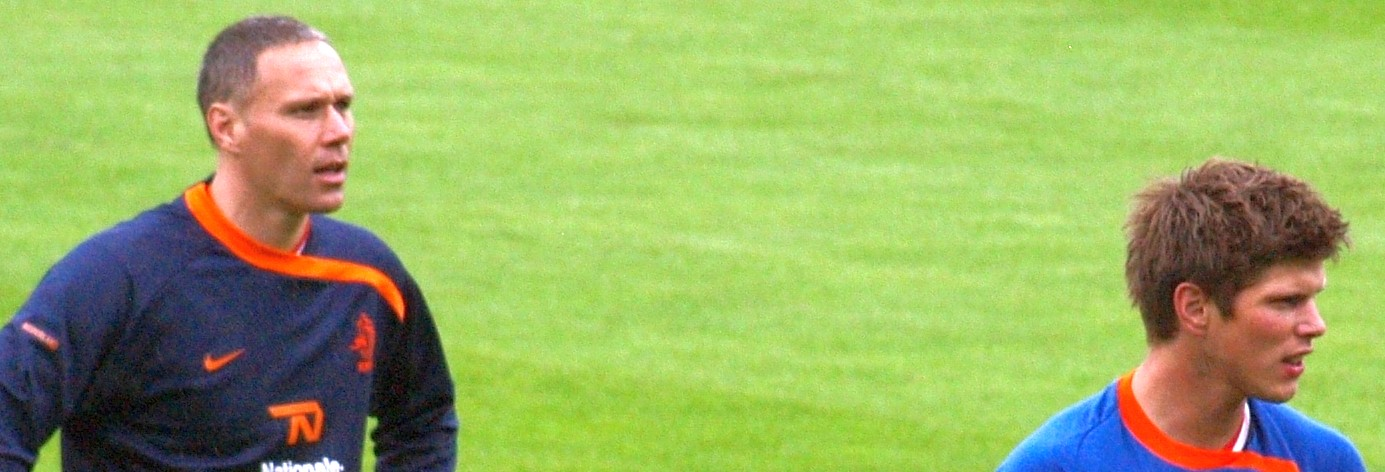
Marco van Basten és Huntelaar, a 2008-as Európa-bajnokság előtt

Huntelaart – aki az utolsó két évben középcsatárt játszott – a PSV-nél hátravont csatárként szerepeltették. Képzettségének köszönhetően mindkét lábával valamint fejjel is gólveszélyes volt. Ezzel kapcsolatban 2007 nyarán így nyilatkozott: Minden területen sokat kell még fejlődnöm, a nagy rangadókon főleg a fizikai felkészültség mérvadó. Fittnek kell maradnom és meg kell őriznem a gyorsaságomat a mérkőzés kezdetétől egészen az utolsó sípszóig. Játékát sokan a korábbi legendás, háromszoros Aranylabdás holland csatár, Marco van Basten, valamint Fernando Morientes játékához hasonlítják. A Real Madrid edzője, Bernd Schuster így vélekedett róla:

| „                | Olyan, mintha Marco van Basten klónja lenne. Lövései, fejesei, mozgása, minden Van Bastenre emlékeztet. | ” |
| – Bernd Schuster | |   |

### A PSV-nél
A PSV ifjúsági csapatában, Willy van der Kuijlen edző irányításával (aki az Eredivisie gólrekordere 311 góllal) gyorsan Huntelaar lett a legeredményesebb gólszerző, rögtön első szezonjában 26 gólt szerzett 23 mérkőzésen. Második szezonjában már a felnőtt csapatban is játszhatott, Guus Hiddink 2002. november 23-án Mateja Kežman helyére állította be az RBC Roosendal ellen 3–0-ra megnyert találkozón. Végül ez lett az egyetlen mérkőzése PSV-játékosként.

### De Graafschap
Miután nem sikerült Huntelaarnak bebiztosítania helyét a kezdőcsapatban, a PSV vezetősége úgy döntött, hogy kölcsönadja a De Graafschap csapatának. Itt ismét csereként (Hans van de Haar helyett állt be) és ismét a Roosendal ellen debütált 2003. február 8-án. Kezdőként először a következő fordulóban, a Heerenveen hazai pályán 5–1-re elveszített mérkőzésen kapott lehetőséget. Huntelaarék az utolsó fordulóban ismét kikaptak, ezúttal a Zwolle gárdájától 2–1-re, és ez azt jelentette, hogy a De Graafschap kiesett. Huntelaar a szezon során kilenc mérkőzésen lépett pályára a Szuper Farmerek színeiben, de gólt nem szerzett, és a De Graafschap végül nem hosszabbította meg a kölcsönszerződést.

### AGOVV
A 2003-04-es szezon kezdetekor ismét kölcsönadták, ezúttal a másodosztályú AGOVV Apeldoorn csapatának. Itt rögtön első mérkőzésén, a Top Oss ellen gólt szerzett. Második meccsén megszerezte profi karrierje első mesterhármasát a Heracles Almelo ellen. Huntelaar végül 35 mérkőzésen 26 góllal zárta a szezont, ezzel a másodosztály gólkirálya és az év játékosa lett. A csapat szurkolói annyira szerették, hogy még a stadion egy szektorát is róla nevezték el.

### A Heerenveen játékosaként
Miután a PSV-nél továbbra sem kapott volna sok játéklehetőséget, és a csapat sem tartott igényt rá, a Heerenveennek sikerült őt 100 000 euróért leigazolnia. Huntelaar boldog volt, hogy ezúttal végleg eligazolt a PSV-től. A Heerenveen elnöke, Riemer van der Velde is örült Huntelaar érkezésének: Ő egy nagyon jó csatár, aki sokat segíthet nekünk, hogy előrébb végezzünk, mint az előző szezonban. Ha szerez 15 gólt, már nem panaszkodhatunk. Klaas-Jan az új szezont ismét góllal kezdte, ezúttal az AZ-nak talált be. Második Heerenveen mezben lejátszott találkozóján is gólt szerzett, a Roda legyőzésekor, és kevesebb, mint egy hónap múlva mesterhármast szerzett a NAC Breda ellen, bár nyerniük nem sikerült. Októberben újabb két alkalommal szerzett 3 gólt, először az Utrecht, majd a Den Bosch ellen ért el mesterhármast. Az őszi szezon folyamán a Roosendal és a Willem II ellen további gólokat szerzett, így a téli szünetig 17 mérkőzésen 10 gólt lőtt. A csatár a téli szünet után sem tétlenkedett, az első két tavaszi fordulóban, a Den Bosch és a NAC Breda ellen ismét betalált. Ezután egy gyengébb időszak következett, mert a következő nyolc fordulóban képtelen volt betalálni az ellenfelek kapujába. Legközelebb április végén volt eredményes, mikor mesterhármast szerzett a Roosendaal ellen. A bajnokság utolsó két fordulójában ismét eredményes volt, előbb a Groningen, majd az utolsó fordulóban a NEC ellen szerzett gólt, ezzel a szezon során 31 mérkőzésen 17 találatot jegyzett, és az ő teljesítménye nagyban hozzásegítette a Heerenveent ahhoz, hogy az UEFA-kupában indulhasson.
A 2005–06-os szezont is nagyon jól kezdte, rögtön az első fordulóban gólt szerzett, a Vitesse ellen, ám ennek ellenére a Heerenveen csak 2–2-re volt képes. Klaas-Jan a 2. és a 4. fordulóban, a Roda és a Heracles csapata ellen is betalált. Októberben az ő mesterhármasával győzték le a NAC Bredát 3–0-ra, majd novemberben ismét fontos gólokat szerzett, a Groningen és a Sparta Rotterdam ellen talált a hálóba. Utolsó Heerenveennél töltött hónapjában is nagyszerű formában játszott, ugyanis négy mérkőzésen 7 gólt szerzett. Utolsó mérkőzését Heerenveen színekben éppen az Ajax ellen játszotta, amelyhez a téli szünet után igazolt. Végül csapata hazai pályán 4–2-re győzött, így Huntelaar utolsó (fél)szezonját a Heerenveennél eredményesen, 15 találkozón szerzett 17 góllal zárta. Az Ajax 2005 telén, 9 millió euróért igazolta le az ifjú csatárt, amelyből a PSV is kapott egy kisebb részt, nevelési költség címén.

### Az Ajax színeiben

#### A 2005-06-os szezon

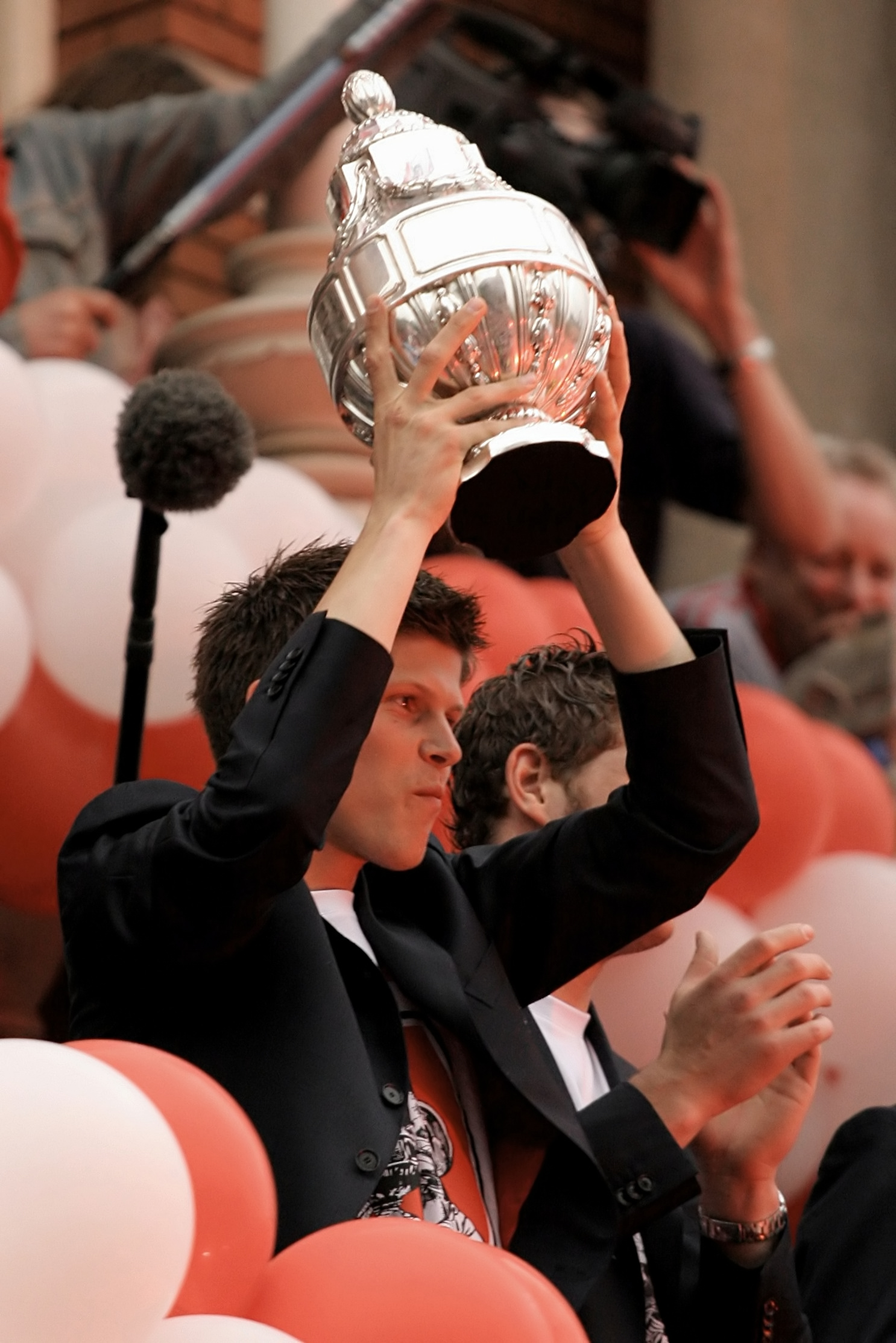
A kupagyőzelem ünneplésekor

Miután a holtszezonban az Ajaxhoz szerződött, rögtön februárban kiharcolta, hogy a kezdőcsapatban számoljanak vele. Új csapatában is gyorsan, már az 5. mérkőzésén megszerezte első gólját, a Gatorade Cup döntőjében előző csapata, a Heerenveen ellen talált a hálóba. Ebben a hónapban összesen 9 találatot jegyzett, mindössze hét mérkőzésen, köztük van egy Inter ellen elért fejesgól, amit Bajnokok Ligájában való debütálása alkalmával szerzett. Huntelaar a szezon hátralévő részében is hasonló ütemben rúgta a gólokat, és végül nagy fölénnyel, 33 találattal végzett a góllövőlista élén. Mivel az Ajax a 2. helyen végzett a szezonban, a BL-szereplés érdekében rájátszásra kényszerültek. Az elődöntőben a fővárosi gárda a Feyenoorddal találkozott. Az odavágón, hazai pályán az Ajax 3–0-ra kiütötte riválisát, többek között Huntelaar segítségével, aki a 3. gólt szerezte. A visszavágón ismét Ajax-győzelem született. Ezúttal idegenben múlták felül 4–2-re a Feyenoordot, így kettős győzelemmel jutottak a döntőbe. A holland csatár ezúttal is betalált, a második gól fűződött a nevéhez. A döntőben a Groningent is legyőzték jobb gólarányuknak köszönhetően, és bár nem szerzett gólt, a döntőben is ő volt csapata egyik legjobbja. Klaas-Jan a holland kupában szintén nagyszerűen játszott. Először az elődöntőben parádézott, a Roda ellen az ő góljának köszönhetően harcolta ki az Ajax a hosszabbítást, majd a ráadás második félidejében, a 109. percben újabb gólt szerzett, és az amszterdami csapat végül 4–1-es győzelemmel jutott a döntőbe, nagyrészt Huntelaar duplájának köszönhetően. A döntőben nevelőegyesülete, a PSV volt az ellenfél. Itt Huntelaar ismét duplázott, hozzásegítve az Ajaxot története 16. kupagyőzelméhez. A szezon végén a gólkirályi cím mellé újabb elismeréseket szerzett, ugyanis ő kapta a Johan Cruyff-díjat (az év felfedezettje), valamint az Ajaxnál ő lett az év játékosa.

#### 2006–07
Erre a szezonra az Ajax a légióskodásból hazatérő Jaap Stamot nevezte meg csapatkapitányának, és Huntelaar lett a csapatkapitány-helyettes. 2006. július 22-én, az Arsenal klasszisa, Dennis Bergkamp búcsúmeccsén pedig ő lett az első gólszerző az „ágyúsok” új stadionjában, az Emirates-ben (a meccset végül az Arsenal nyerte 2–1-re). Ezen a meccsen a második félidőben korábbi Ajax- és Arsenal-játékosok (például Johan Cruijff, Marco van Basten, Ian Wright) játszottak. A szezon érdemi része az FC København elleni Bajnokok Ligája-selejtezővel indult az Ajax számára. Az első mérkőzésen, Koppenhágában az Ajaxnak sikerült győzelmet elérni, 2–1-re nyertek, a hollandok mindkét gólját Huntelaar szerezte. A visszavágón azonban a koppenhágai csapat 2–0-ra győzött, így az Ajax csak az UEFA-kupában indulhatott. Itt Huntelaar hét mérkőzésen 8 gólt szerzett. A bajnokságban ezúttal nem ért el akkora sikert, mint az előző szezonban, ugyanis 21 gólt szerzett. Mivel az Ajax ismét a bajnokság második helyén végzett a PSV mögött, így ismét rájátszásra kényszerült. Az első körben a tavalyi szezonhoz hasonlóan Ajax–Heerenveen összecsapást rendeztek. Huntelaar a visszavágón két gólt is szerzett, és végül csapata 4–1-es összesítéssel jutott a döntőbe, ahol a Louis van Gaal vezette AZ Alkmaar várt rájuk. Huntelaar az oda- és a visszavágón is szerzett 1-1 gólt, és végül az Ajax magabiztosan, 4–2-es összesítéssel nyert, így ismét készülhettek a Bajnokok Ligája 3. selejtezőkörére. Az Ajax a bajnoki ezüstérem mellé a kupagyőzelmet is begyűjtötte. A kupában Huntelaar négy gólt szerzett hat mérkőzésen, melyek közül a legfontosabb a döntőben szerzett hosszabbítást érő gólja volt az AZ ellen.

#### 2007–08

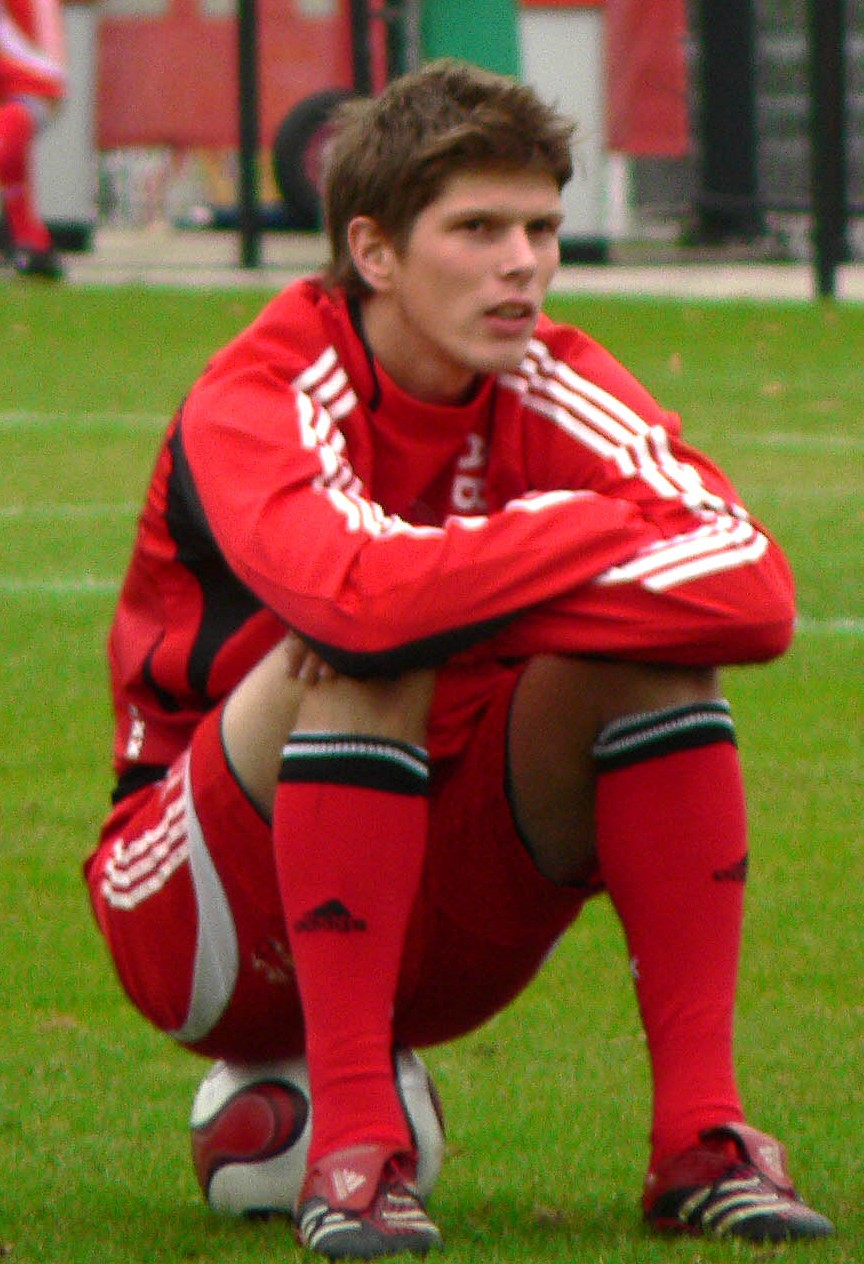
Egy edzésen

Az új szezon felemásan indult Huntelaar és az Ajax számára is. Bár megnyerték a Holland Szuperkupát (1–0 a PSV ellen), a BL-selejtezőben, a Slavia Praha ellen kettős vereséggel búcsúztak. Az első meccsen Huntelaar 11-est hibázott. Miután nem jutottak a BL főtáblájára, az UEFA-kupában újabb kudarc következett, ugyanis rögtön az első fordulóban kiestek a Dinamo Zágráb ellen. Hiába szerzett Huntelaar két gólt a visszavágón, így is a horvát csapat jutott tovább jobb gólarányának köszönhetően. A bajnokságot fantasztikusan kezdte, az első fordulóban négy gólt szerzett korábbi csapata, a frissen följutott De Graafschap ellen 8–1-re megnyert mérkőzésen. A második és a harmadik fordulóban ismét eredményes volt, előbb a Groningen kapujába talált be, majd ollózó mozdulattal vette be a Heracles kapuját. Huntelaar a következő három meccsen újabb gólokat szerzett, előbb az AZ ellen egy szabadrúgásból, majd a Venlo és a Sparta Rotterdam ellen is betalált. Legközelebb október 28-án talált a kapuba, és ezzel a találattal nyert is az Ajax, ezúttal az FC Utrecht ellen. Mivel 2007 októberében Jaap Stam visszavonult, és Edgar Davids is sérült volt, ideiglenesen ő lett az Ajax csapatkapitánya. A szezon során volt olyan időszak, amikor a labdarúgók között nagy dicsőségnek számító 1 mérkőzés/1 gól átlagot is túlszárnyalta. Végül 33 találattal zárt, és pályafutása során másodszor lett az Eredivisie gólkirálya, toronymagasan, 11 góllal megelőzve a második helyezettet, Blaise Nkufót.

### Real Madrid

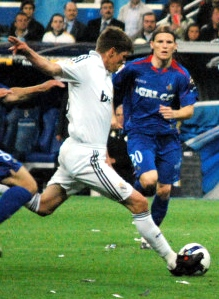
Huntelaar a Real Madrid játékosaként

2009 januárjában a spanyol Real Madridhoz igazolt 20 millió euróért.

Debütálására január 4-én került sor, a Villarreal ellen. Első meccsén 56 percet játszott, és következő négy mérkőzésén is csereként lépett pályára. Első gólját február 15-én, a Gijón elleni 4–0-s idegenbeli győzelem alkalmával szerezte. A Real őt és a másik új igazolást, Lasst is szerette volna nevezni a BL-meccsekre, azonban ősszel mindketten játszottak nemzetközi kupamérkőzésen, Huntelaar az Ajax, Diarra a Portsmouth színeiben. Az UEFA csak egyikőjük nevezését engedte meg, ez végül Diarra lett.
Huntelaar végül fél szezon alatt 20 mérkőzésen lépett pályára (13 alkalommal kezdőként, hétszer csereként), ezeken összesen nyolc gólt szerzett.

### AC Milan
2009 augusztusában, hosszas huzavona után végül az olasz Milan játékosa lett, a klub 15 millió euróért, négy évre szerződtette.
Első meccsét egy barátságos tornán, a TIM Trophyn játszotta, azonban egy, a Real Madridnál összeszedett eltiltás miatt az első két bajnokin nem léphetett pályára. Első tétmérkőzésére végül augusztus 29-én került sor, az Inter elleni, sima, 4–0-s vereséggel végződő városi rangadón. Első két gólját novemberben, a Catania ellen szerezte, méghozzá úgy, hogy mindössze a 84. percben állt be.

### Schalke

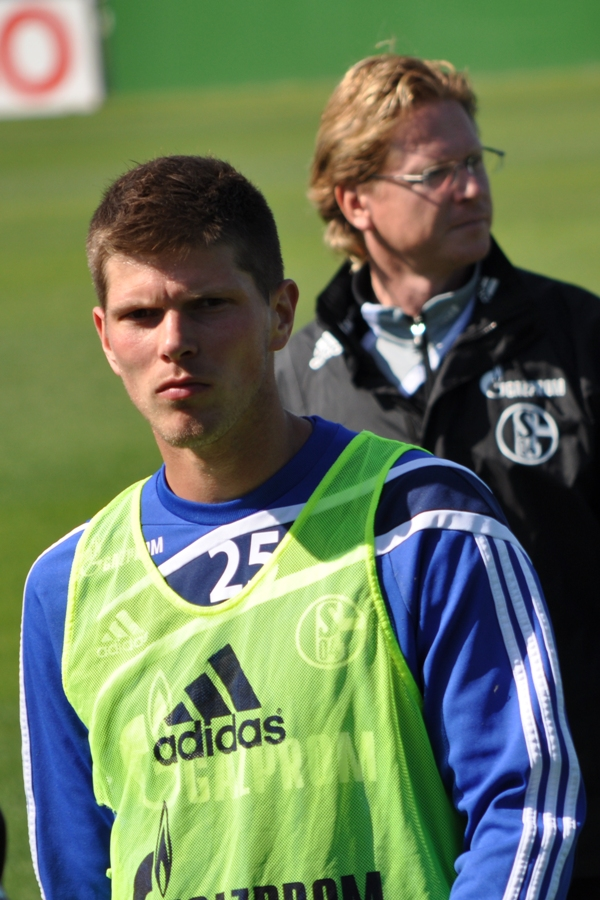
A Schalke egy edzésén

2010-ben, az átigazolási időszak utolsó napján, vagyis augusztus 31-én a német Schalkéhoz szerződött 13 millió euró körüli összegért. Szeptember 19-én, a későbbi bajnok Borussia Dortmund elleni 3–1-es vereség alkalmával megszerezte első gólját új csapata színeiben. A szezon során több kisebb-nagyobb sérüléssel bajlódott, így számos mérkőzést kényszerült kihagyni. A kupadöntő idején pont egészséges volt, és két góllal járult hozzá a Schalke 5–0-s győzelméhez, és kilenc év után első trófeájához a másodosztályú MSV Duisburg ellen.
A 2011–2012-es szezon első tétmérkőzését a Schalke a kupában játszotta az FC Teningen ellen, amely a hetedosztályban, a Landesligában szerepelt. Huntelaar négy góllal járult hozzá a kiscsapat 11–1-es kiütéséhez. A bajnokságot a Schalke kissé hektikusan kezdte, ezt jól mutatják az első néhány forduló eredményei. Az első fordulóban a gelsenkircheni csapat sima, 3–0-s vereséget szenvedett a VfB Stuttgart együttesétől. Egy héttel később a Schalke ugyanilyen sima, 5–1-es győzelmet aratott az 1. FC Köln ellen. A mérkőzésen egy darabig a Köln vezetett Lukas Podolski góljával, ezután azonban, többek között Huntelaar három góljának is köszönhetően a „királykékeknek” sikerült fordítaniuk. Később folytatta jó sorozatát, az Európa-liga selejtezőjében, a HJK Helsinki elleni visszavágón (az első mérkőzésen a Schalke kétgólos vereséget szenvedett) négy gólt szerzett, csoportkörbe juttatva csapatát.
Szeptember 22-én lemondott a klub vezetőedzője, Ralf Rangnick, helyére a vezetőség Huub Stevenst nevezte ki a helyére. Az új edző első mérkőzése neki köszönhetően győzelemmel zárult, ugyanis ő szerezte a Hertha BSC elleni mérkőzés egyetlen gólját. A Twente ellen mesterhármast szerzett az Európa-ligában, ezt követően az évi meccs/gól mutatója 37/38 volt, vagyis átlagban minden mérkőzésen betalált.
Később ezt az átlagot sikerült megtartania a Kaiserslautern és a Leverkusen ellen szerzett gólokkal.

### Visszatérés az Ajaxba
2017. június 1-jén egy évre írt alá régi-új csapatához. Augusztus 12-én a Heracles Almelo ellen a 76. percben Lasse Schøne cseréjeként lépett pályára visszatérését követően először. Öt nappal később az Európa-ligában a Rosenborg BK ellen mutatkozott be nemzetközi mérkőzésen, a 66. percben váltotta Kasper Dolberget. A bajnokság 2. fordulójában az FC Groningen ellen megszerezte első gólját a szezonban, a 38. percben volt eredményes. 2019. április 3-án az Emmen ellen 5–2-re megnyert mérkőzésen megszerezte a 100. holland élvonalbeli gólját a klub színeiben.

### Visszatérés az Schalkebe
2021. január 19-én bejelentették, hogy a szezon végégig csatlakozik a Schalkéhoz.

### A válogatottban

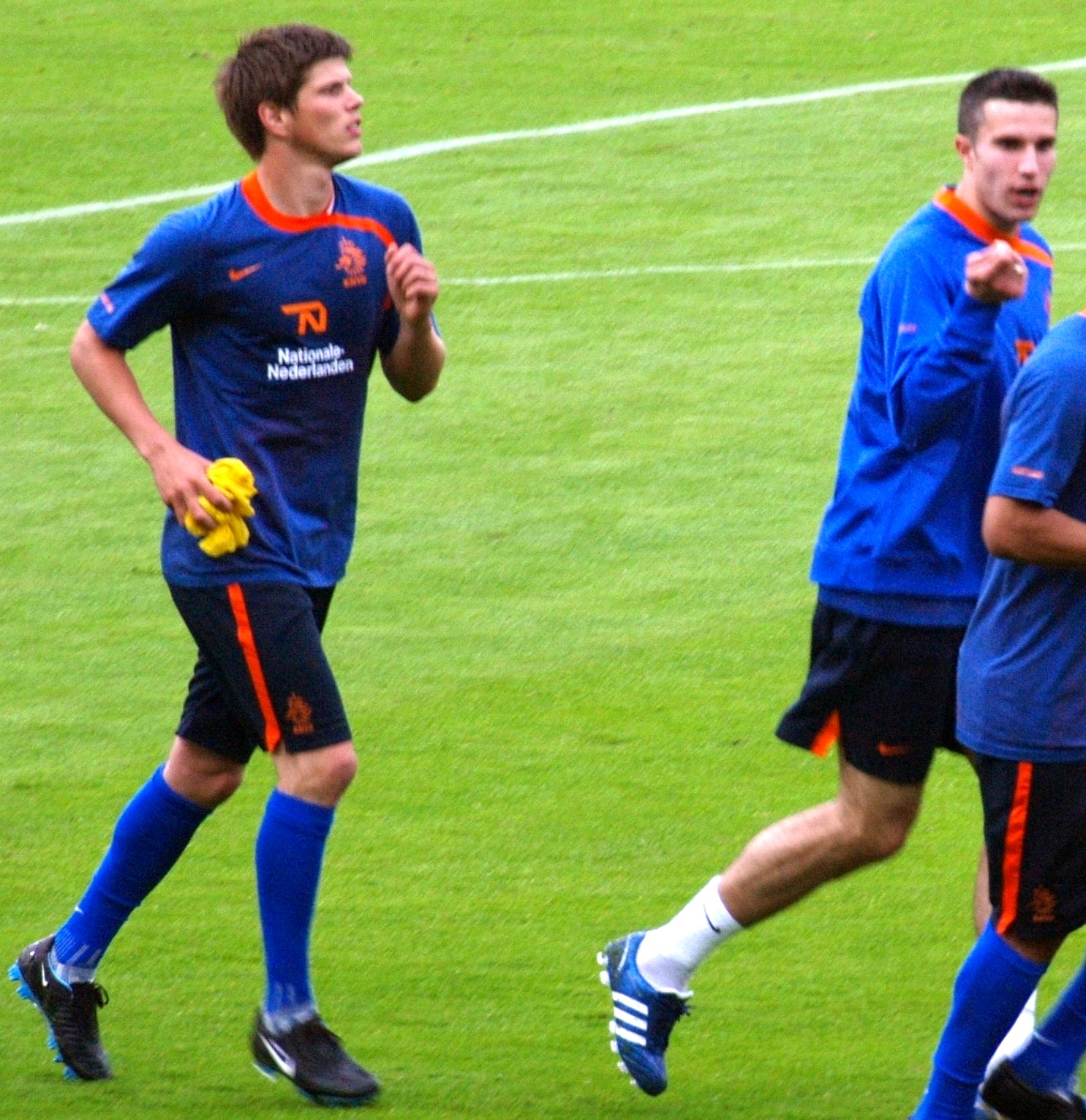
Robin van Persie-vel (jobbra)

Klaas-Jan Huntelaart először 2006. augusztus 16-án hívta be a válogatottba a szövetségi kapitány, Marco van Basten, egy Írország elleni barátságos meccsen. Klaas-Jan meg is hálálta a bizalmat, ugyanis rögtön debütáló mérkőzésén két gólt szerzett, emellett adott két gólpasszt is. Az oranje végül 4–0-ra nyert. Ezzel Dick Nanninga 1978-as debütálása óta ő lett az első, aki első mérkőzésén gólt szerzett a holland válogatottban. A következő hét meccsén azonban nem tudott újabb gólt szerezni, bár a sok jó holland csatár miatt korlátozottak a lehetőségei.
Ezután egy hosszabb szünet következett, és legközelebb 2007 októberében került be a nemzeti csapatba, a románok és a szlovénok elleni Európa-bajnoki selejtezőkre. Van Nistelrooy eltiltása miatt Huntelaar a Szlovénia elleni összecsapáson kezdőcsapatban kapott helyet. Ezen a mérkőzésen a támadó megszerezte első gólját tétmérkőzésen narancssárga színekben. A holland csapat végül 2–0-ra győzött. Ötödik és hatodik gólját 2008. március 26-án az Ausztria ellen 3–0-s hátrányból megnyert mérkőzésen szerezte. Május 24-én, 12. válogatottbeli találkozóján megszerezte 7. gólját Ukrajna ellen. Az Európa-bajnokságra utazó keretbe is bekerült, de az első két csoportmérkőzésen nem kapott lehetőséget. A harmadik, Románia elleni összecsapás már tét nélküli volt a hollandok számára, és van Basten pihentette kulcsjátékosait, így Huntelaar a kezdőcsapatban kapott lehetőséget, továbbá ezen a találkozón szerezte meg pályafutása 8. találatát a válogatottban, 2–0-s győzelemhez segítve csapatát.
Mivel a vb-selejtezőkre az új szövetségi kapitány, Bert van Marwijk Ruud van Nistelrooyt már nem válogatta be, így Huntelaar előtt felszabadult egy hely, és a bizalmat meghálálva jól is játszott a selejtezősorozat alatt. Később a vb-keretbe is bekerült. Első meccsét Japán ellen játszotta, csereként beállva, a későbbi végeredmény kialakulása után. Második meccsén, Kamerun ellen győztes gólt szerzett, ez volt az egyetlen találata a világbajnokságon. 2010 júliusa után 36 mérkőzésen 16 szerzett gólnál tart.

## Pályafutásának statisztikái

### Klubcsapatokban
Legutóbb: 2021. január 14-én lett frissítve.
| Klub          | Szezon        | League         | League | League | Nemzeti kupa | Nemzeti kupa | Nemzetközi kupa | Nemzetközi kupa | Egyéb | Egyéb | Összesen | Összesen |
| Klub          | Szezon        | Bajnokság      | Mérk.  | Gólok  | Mérk.        | Gólok        | Mérk.           | Gólok           | Mérk. | Gólok | Mérk.    | Gólok    |
| ------------- | ------------- | -------------- | ------ | ------ | ------------ | ------------ | --------------- | --------------- | ----- | ----- | -------- | -------- |
| PSV           | 2002–03       | Eredivisie     | 1      | 0      | 0            | 0            | 0               | 0               | —     | —     | 1        | 0        |
| De Graafschap | 2002–03       | Eredivisie     | 9      | 0      | 1            | 0            | —               | —               | —     | —     | 10       | 0        |
| AGOVV         | 2003–04       | Eerste Divisie | 35     | 26     | 2            | 1            | —               | —               | —     | —     | 37       | 27       |
| Heerenveen    | 2004–05       | Eredivisie     | 31     | 16     | 1            | 0            | 7               | 3               | —     | —     | 39       | 19       |
| Heerenveen    | 2005–06       | Eredivisie     | 15     | 17     | 1            | 1            | 6               | 2               | —     | —     | 22       | 20       |
| Heerenveen    | Összesen      | Összesen       | 46     | 33     | 2            | 1            | 13              | 5               | —     | —     | 61       | 39       |
| Ajax          | 2005–06       | Eredivisie     | 16     | 16     | 3            | 5            | 2               | 1               | 4     | 2     | 25       | 24       |
| Ajax          | 2006–07       | Eredivisie     | 32     | 21     | 6            | 4            | 9               | 9               | 4     | 2     | 51       | 36       |
| Ajax          | 2007–08       | Eredivisie     | 34     | 33     | 2            | 1            | 4               | 2               | 5     | 0     | 45       | 36       |
| Ajax          | 2008–09       | Eredivisie     | 10     | 6      | 1            | 1            | 4               | 2               | —     | —     | 15       | 9        |
| Ajax          | Összesen      | Összesen       | 92     | 76     | 12           | 11           | 19              | 14              | 13    | 4     | 136      | 105      |
| Real Madrid   | 2008–09       | La Liga        | 20     | 8      | 0            | 0            | 0               | 0               | —     | —     | 20       | 8        |
| Milan         | 2009–10       | Serie A        | 25     | 7      | 2            | 0            | 3               | 0               | —     | —     | 30       | 7        |
| Schalke 04    | 2010–11       | Bundesliga     | 24     | 8      | 3            | 2            | 8               | 3               | —     | —     | 35       | 13       |
| Schalke 04    | 2011–12       | Bundesliga     | 32     | 29     | 3            | 5            | 12              | 14              | 1     | 0     | 48       | 48       |
| Schalke 04    | 2012–13       | Bundesliga     | 26     | 10     | 2            | 2            | 7               | 4               | —     | —     | 35       | 16       |
| Schalke 04    | 2013–14       | Bundesliga     | 18     | 12     | 1            | 1            | 2               | 1               | —     | —     | 21       | 14       |
| Schalke 04    | 2014–15       | Bundesliga     | 28     | 9      | 1            | 0            | 8               | 5               | —     | —     | 37       | 14       |
| Schalke 04    | 2015–16       | Bundesliga     | 31     | 12     | 2            | 1            | 7               | 3               | —     | —     | 40       | 16       |
| Schalke 04    | 2016–17       | Bundesliga     | 16     | 2      | 3            | 2            | 5               | 1               | —     | —     | 24       | 5        |
| Schalke 04    | Összesen      | Összesen       | 175    | 82     | 15           | 13           | 49              | 31              | 1     | 0     | 240      | 126      |
| Ajax          | 2017–18       | Eredivisie     | 28     | 13     | 1            | 0            | 3               | 0               | —     | —     | 32       | 13       |
| Ajax          | 2018–19       | Eredivisie     | 28     | 16     | 4            | 3            | 11              | 4               | —     | —     | 43       | 23       |
| Ajax          | 2019–20       | Eredivisie     | 18     | 9      | 4            | 0            | 10              | 1               | —     | —     | 32       | 10       |
| Ajax          | 2020–21       | Eredivisie     | 11     | 7      | 0            | 0            | 3               | 0               | —     | —     | 14       | 7        |
| Ajax          | Összesen      | Összesen       | 85     | 45     | 9            | 3            | 27              | 5               | —     | —     | 121      | 53       |
| Ajax Összesen | Ajax Összesen | Ajax Összesen  | 177    | 121    | 21           | 14           | 46              | 19              | 13    | 4     | 257      | 158      |
| Teljeskarrier | Teljeskarrier | Teljeskarrier  | 488    | 277    | 44           | 29           | 111             | 55              | 14    | 4     | 656      | 365      |

1. ↑  Magába foglalja a pályára lépéseit a Holland kupában, a Spanyol kupában,  az Olasz kupában,  a Német kupában is
2. ↑  Magába foglalja a pályára lépéseit a Bajnokok Ligájában és az Európa-ligában
3. ↑  Magába foglalja a pályára lépéseit a Eredivisie rájátszásában, a Johan Cruijff-kupán és a Német szuperkupán

### A válogatottban
| Nemzeti csapat | Év       | Mérk. | Gólok |
| -------------- | -------- | ----- | ----- |
| Hollandia      | 2006     | 4     | 2     |
| Hollandia      | 2007     | 5     | 1     |
| Hollandia      | 2008     | 9     | 7     |
| Hollandia      | 2009     | 11    | 4     |
| Hollandia      | 2010     | 12    | 11    |
| Hollandia      | 2011     | 8     | 5     |
| Hollandia      | 2012     | 10    | 4     |
| Hollandia      | 2013     | 1     | 0     |
| Hollandia      | 2014     | 9     | 4     |
| Hollandia      | 2015     | 7     | 4     |
| Összesen       | Összesen | 76    | 42    |

### Góljai a válogatottban
| #   | Dátum                | Helyszín                                   | Ellenfél         | Állás | Végeredmény | Esemény             |
| --- | -------------------- | ------------------------------------------ | ---------------- | ----- | ----------- | ------------------- |
| 1.  | 2006. augusztus 16.  | Dublin                                     | Írország         | 0–1   | 0–4         | Barátságos          |
| 2.  | 2006. augusztus 16.  | Dublin                                     | Írország         | 0–3   | 0–4         | Barátságos          |
| 3.  | 2007. október 17.    | Eindhoven                                  | Szlovénia        | 2-0   | 2–0         | Eb-selejtező        |
| 4.  | 2008. február 6.     | Split                                      | Horvátország     | 0-2   | 0–3         | Barátságos          |
| 5.  | 2008. március 26.    | Bécs                                       | Ausztria         | 3-1   | 3–4         | Barátságos          |
| 6.  | 2008. március 26.    | Bécs                                       | Ausztria         | 3-4   | 3–4         | Barátságos          |
| 7.  | 2008. május 24.      | Rotterdam                                  | Ukrajna          | 2-0   | 3–0         | Barátságos          |
| 8.  | 2008. június 17.     | Bern                                       | Románia          | 1-0   | 2–0         | Eb-csoportmérkőzés  |
| 9.  | 2008. szeptember 6.  | Eindhoven                                  | Ausztrália       | 1-0   | 1–2         | Barátságos          |
| 10. | 2008. október 11.    | Rotterdam                                  | Izland           | 2-0   | 2–0         | Vb-selejtező        |
| 11. | 2009. február 17.    | Radès                                      | Tunézia          | 0-1   | 1–1         | Barátságos          |
| 12. | 2009. március 28.    | Amszterdam                                 | Skócia           | 1-0   | 3–0         | Vb-selejtező        |
| 13. | 2009. április 1.     | Amszterdam                                 | Észak-Macedónia  | 2-0   | 4-0         | Vb-selejtező        |
| 14. | 2009. szeptember 5.  | Enschede                                   | Japán            | 3-0   | 3-0         | Barátságos          |
| 15. | 2010. március 3.     | Amszterdam                                 | Egyesült Államok | 2-0   | 2-1         | Barátságos          |
| 16. | 2010. június 24.     | Fokváros                                   | Kamerun          | 2-1   | 2-1         | Világbajnokság      |
| 17  | 2010. szeptember 3.  | Serravalle                                 | San Marino       | 2–0   | 5–0         | Eb-selejtező        |
| 18  | 2010. szeptember 3.  | Serravalle                                 | San Marino       | 3–0   | 5–0         | Eb-selejtező        |
| 19  | 2010. szeptember 3.  | Serravalle                                 | San Marino       | 4–0   | 5–0         | Eb-selejtező        |
| 20  | 2010. szeptember 7.  | Rotterdam                                  | Finnország       | 1–0   | 2–1         | Eb-selejtező        |
| 21  | 2010. szeptember 7.  | Rotterdam                                  | Finnország       | 2–0   | 2–1         | Eb-selejtező        |
| 22  | 2010. október 8.     | Chișinău                                   | Moldova          | 0–1   | 0–1         | Eb-selejtező        |
| 23  | 2010. október 12.    | Amszterdam                                 | Svédország       | 1–0   | 4–1         | Eb-selejtező        |
| 24  | 2010. október 12.    | Amszterdam                                 | Svédország       | 3–0   | 4–1         | Eb-selejtező        |
| 25  | 2010. november 17.   | Amszterdam                                 | Törökország      | 1–0   | 1–0         | Barátságos          |
| 26  | 2011. február 9.     | Eindhoven                                  | Ausztria         | 2–0   | 3–1         | Barátságos          |
| 27  | 2011. szeptember 2.  | Eindhoven                                  | San Marino       | 5–0   | 11–0        | Eb-selejtező        |
| 28  | 2011. szeptember 2.  | Eindhoven                                  | San Marino       | 8–0   | 11–0        | Eb-selejtező        |
| 29  | 2011. október 7.     | Rotterdam                                  | Moldova          | 1–0   | 1–0         | Eb-selejtező        |
| 30  | 2011. október 11.    | Solna                                      | Svédország       | 1–1   | 3–2         | Eb-selejtező        |
| 31  | 2012. február 29.    | London                                     | Anglia           | 0–2   | 2–3         | Barátságos          |
| 32  | 2012. augusztus 15.  | Brüsszel                                   | Belgium          | 1–2   | 4–2         | Barátságos          |
| 33  | 2012. szeptember 12. | Budapest                                   | Magyarország     | 1–4   | 1–4         | Vb-selejtező        |
| 34  | 2012. október 12.    | Rotterdam                                  | Andorra          | 2–0   | 3–0         | Vb-selejtező        |
| 35  | 2014. június 29.     | Fortaleza                                  | Mexikó           | 2–1   | 2–1         | Világbajnokság      |
| 36  | 2014. október 10.    | Amszterdam                                 | Kazahsztán       | 1–1   | 3–1         | Eb-selejtező        |
| 37  | 2014. november 16.   | Amszterdam                                 | Lettország       | 3–0   | 6–0         | Eb-selejtező        |
| 38  | 2014. november 16.   | Amszterdam                                 | Lettország       | 6–0   | 6–0         | Eb-selejtező        |
| 39  | 2015. március 28.    | Johan Cruijff Arena, Amszterdam, Hollandia | Törökország      | 1–1   | 1–1         | Eb-selejtező        |
| 40  | 2015. június 5.      | Johan Cruijff Arena, Amszterdam, Hollandia | Egyesült Államok | 1–0   | 3–4         | Barátságos mérkőzés |
| 41  | 2015. június 5.      | Johan Cruijff Arena, Amszterdam, Hollandia | Egyesült Államok | 2–1   | 3–4         | Barátságos mérkőzés |
| 42  | 13 October 2015      | Johan Cruijff Arena, Amszterdam, Hollandia | Csehország       | 1–3   | 2–3         | Eb-selejtező        |

## Sikerei, díjai

### Ajax
- Eredivisie:
  - Bajnok: 2018-19
- KNVB Cup:
  - Győztes: 2005-06, 2006-07, 2018-19
- Johan Cruijff-schaal:
  - Győztes: 2006, 2007, 2019

### Schalke
- DFB-Pokal:
  - Győztes: 2010-11
- DFL-Supercup:
  - Győztes: 2011

### Válogatott
- U21-es Eb:
  - Győztes: 2006
- Világbajnokság:
  - Döntős: 2010

### Egyéni elismerések
- Az Eerste Divisie gólkirálya: 2003-04
- Az év játékosa az Eerste Divisie-ben: 2003-04
- Az Eredivisie gólkirálya: 2005–06, 2007-08
- U21-es Eb-gólkirály: 2006
- Az U21-es válogatott gólrekordere
- A Bundesliga gólkirálya: 2011–12